# ثيو هاردير
ثيو هاردير (بالإنجليزية: Theo Härder)‏ (من مواليد 28 أغسطس 1945 في باد نوياشتات آن در زاله، ألمانيا) وهو أستاذ متخصص في علم الحاسوب في جامعة كايزرسلاوترن للتكنولوجيا.

## حياته وعمله
درس ثيو هاردير الهندسة الكهربائية في جامعة دارمشتات للتكنولوجيا ، وحصل على الدكتوراه هناك في عام 1975. وفي عام 1976 انتقل إلى شركة آي بي إم للبحوث - ألمادن في سان خوسيه (كاليفورنيا). في عام 1977 عاد إلى دارمشتات كأستاذ. في عام 1980 قبل تعيينه في جامعة كايزرسلاوترن في علوم الكمبيوتر.

## إنجازاته
حصل البروفسور هاردير على العديد من الجوائز عن الإنجازات العلمية البارزة في مجال قواعد البيانات. شارك في تطوير نظام R ، وهو أول نظام لإدارة قواعد البيانات العلائقية
في عام 1983 ، قام هو وأندرياس رويتر بصياغة الاسم المختصر ACID -أسيد (معلوماتية) لوصف الخصائص الأساسية لقاعدة البيانات الموزعة (الاتساق ، العزلة ، والمتانة).

## جوائز
حصل على شهادة الدكتوراه الفخرية من جامعة أولدنبورغ عام 2002